# Hiroki Itō (calciatore 1978)
Hiroki Itō (伊藤 宏樹?, Itō Hiroki; Niihama, 27 luglio 1978) è un ex calciatore giapponese, di ruolo difensore.

## Carriera

### Club
Proveniente dalle giovanili della Ritsumeikan University, debuttò nel calcio professionistico nel 2001 con il Kawasaki Frontale, militandovi ininterrottamente fino al suo ritiro, avvenuto nel 2013.